# Ильченко, Олесь Григорьевич
Оле́сь Григорьевич И́льченко (родился 4 октября 1957 года в Киеве, УССР) — украинский писатель, поэт и переводчик.

## Биография
Окончил Национальный педагогический университет имени М. П. Драгоманова и Московский литературный институт им. Горького. Автор более 30 книг для взрослых и детей, многочисленных публикаций в прессе на культурологические темы. Лауреат телепремий «ТЭФИ» и «Телетриумф» (2006 год), награждён почетной медалью в честь 400-летия Грюнвальдской битвы (Литва). Роман «Місто з химерами» признан «лучшей украинской книгой 2010 года» по версии журнала «Корреспондент». Член Ассоциации украинских писателей, Национального союза писателей Украины, Национального союза журналистов Украины. Пишет стихи, прозу и сценарии (на один из них поставлен художественный фильм «Я тот, кто есть» (1990)). Стихи переведены в США, Литве, Сербии, России.